# Maximilian Reimann

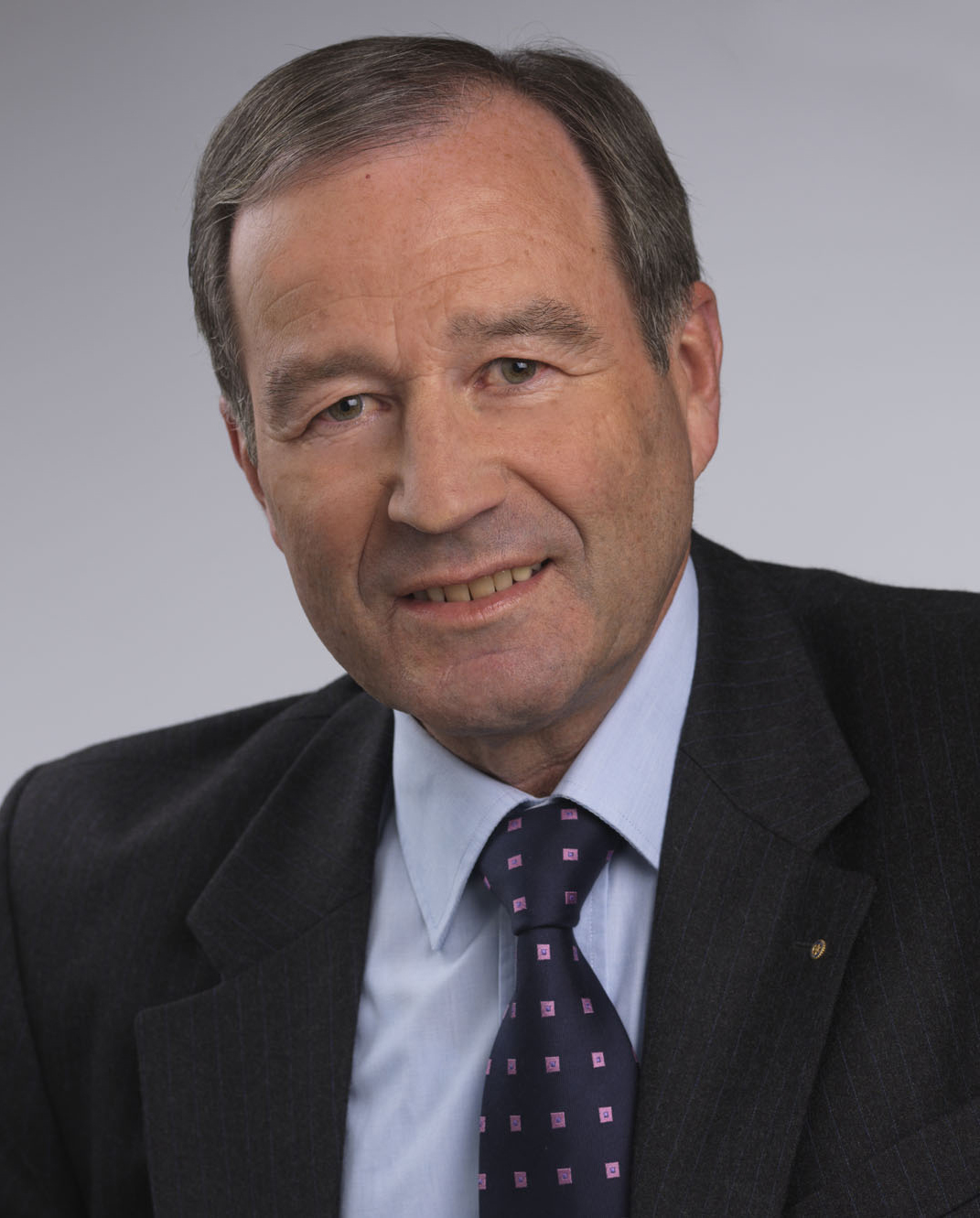
Maximilian Reimann

Maximilian Reimann (* 7. Mai 1942 in Laufenburg, heimatberechtigt in Oberhof) ist ein Schweizer Politiker (SVP).

## Leben
Reimann wuchs in Frick auf und besuchte die Kantonsschule in Aarau. Er studierte Rechts- und Staatswissenschaften an den Universitäten Zürich und Genf. 1970 schloss er das Studium mit der Dissertation Quasi-Konsularische und schutzmachtähnliche Funktionen des IKRK ausserhalb bewaffneter Konflikte bei Dietrich Schindler ab.
Während des Studiums war er als Journalist bei einer politischen Presseagentur in Zürich tätig. 1969 war er IKRK-Delegierter in Gaza/Sinai, 1970/71 TV-Journalist in der Abteilung Information des Schweizer Fernsehens, danach nebenberuflicher freier TV-Mitarbeiter der Abteilung Sport und Ansager des Schweizer Fernsehens bis zur Wahl in den Nationalrat 1987. Reimann politisierte ursprünglich für die CVP; nachdem diese ihn jedoch nicht für die Liste der Nationalratswahlen von 1983 nominiert hatte, verliess er die Partei und wechselte zur SVP. 1972–1982 war er Finanzdirektor in einem Exportunternehmen der Maschinenbranche; seit 1982 ist er selbständiger Jurist und Berater in der Anlage- und Vermögensverwaltung.
In der Schweizer Armee war Reimann Hauptmann der Abteilung Presse und Funkspruch. Reimann ist der Onkel des St. Galler Nationalrats Lukas Reimann.

## Politik
Von 1978 bis 1985 war Reimann Mitglied des Gemeinderates (Exekutive) in seiner Wohngemeinde Gipf-Oberfrick. Bei den Schweizer Parlamentswahlen 1987 wurde er für die SVP in den Nationalrat gewählt, bei den Wahlen von 1995 als erster SVP-Vertreter des Kantons Aargau in den Ständerat. Ab 2000 war er Mitglied der Parlamentarischen Versammlung des Europarates und ab 2003 stellvertretendes Mitglied in der Parlamentarischen Versammlung der OSZE. Als die SVP des Kantons Aargau im Oktober 2011 beschloss, Ulrich Giezendanner für den Ständerat kandidieren zu lassen (wo er nicht gewählt wurde), trat Reimann bei den Nationalratswahlen an und konnte tatsächlich in die grosse Kammer zurückkehren. Nachdem seine Partei ihn für die Schweizer Parlamentswahlen 2019 auch nicht für den Nationalrat hatte nominieren wollen, kandidierte er erfolglos auf seiner eigenen Liste namens «Team 65+ – Die Aargauer Seniorenliste».